# Unilocatie
Unilocatie (ook unielocatie en varianten komen voor) is de algemene benaming voor een verzamelgebouw. In facilitair management, vastgoedbeheer en organisatiekunde wordt met deze term vaak het volgende bedoeld:
'het bij elkaar brengen van geografisch en administratief verspreide activiteiten van een organisatie of keten, in een fysiek gezamenlijk gebouw'.

## Achtergrond en voorgeschiedenis
In de jaren negentig woedde in Nederland een proces van schaalvergroting in de organisatie. De gedachte achter dit proces was dat men door de schaal van de organisatie te vergroten meer (financiële) efficiëntie kan halen. Dit proces is in essentie een bedrijfseconomisch proces. In de commerciële sectoren als banken en telecommunicatie is dit proces al langer gaande. In navolging van de commerciële sectoren is de publieke sector ook aan het vergroten van zijn schaal. Zo werden kleine klinieken die verspreid in een regio liggen samengevoegd, vestigingen van scholen gingen samen in een groot gebouwcomplex, de unilocatie. Het voormalige schoolhoofd, dat ook lesgaf, werd nu vervangen door een schoolhoofd dat alleen bezig is met de bedrijfseconomische taken van de organisatie. 
Begin deze eeuw kwam men er na ruim een decennium schaalvergroting achter dat deze schaal wellicht te groot is voor de menselijke maat. Men voelt zich verloren in de grote en onpersoonlijke organisatie en het gebouw (unilocatie). De schaalvergroting heeft alleen bedrijfseconomische winst gehaald ten koste van menselijke en emotionele meerwaarde die daarmee juist verloren gingen. Al gauw is kleinschaligheid weer de mode. Zo ziet men weer de kleine klinieken, zorginstellingen en categorale gymnasia en vmbo's (de oude mavo) opkomen.

## Toekomst
Echter, de hang naar fysieke nabijheid van verspreide activiteiten zie je ondanks de tegenbeweging die als reactie op schaalvergroting is opgekomen niet afnemen of verdwijnen. Nog steeds worden in de publieke sector, vooral in onderwijsgebouwen, zorg, openbare voorzieningen als bibliotheken en theater, unilocaties gerealiseerd. Dat de unilocatie juist in het onderwijs een 'revival' krijgt is niet vreemd. In de jaren negentig van vorige eeuw bleek namelijk dat de knip tussen de verschillende fases van de leerlijnen medeverantwoordelijk is voor de grote schooluitval en slechte aansluiting op de arbeidsmarkt.  
In de nieuwe unilocatie worden die verschillende fases en onderwijsvormen samen in een gebouw gebracht. De knip wordt de doorlopende lijn waarbij de leerlingen en de student zonder de instelling te verlaten van de ene onderwijsfase naar de volgende fase kan gaan (bijvoorbeeld van VMBO naar ROC). Om die knip te vereffenen zijn opeenvolgende onderwijsinstellingen en arbeidsmarkt allemaal stakeholders en gebruikers van de unilocatie geworden. Zij zitten samen in het gebouw. Zij delen sommige faciliteiten zoals kantine en laboratoria en behouden bijvoorbeeld wel eigen schoolbestuur en praktijkruimte. De unilocatie is leerlinggeoriënteerd en moet de doorstroming en aansluiting van de leerlingen versoepelen. 
Alle gebruikers van een unilocatie delen de kosten en besparen zo op de uitgave. Unilocatie is een vorm van schaalvergroting met compartiment en eigen identiteit. 
Een ander voorbeeld dit soort unilocatie is de 'Bredeschool'. In tegenstelling tot bovengenoemd onderwijsgebouw is een Brede School een unilocatie voor heterogene partners. Niet alleen peuterbegeleiding en basisschool is onder een dak gebracht, maar ook psychologische begeleiding, logopedie, cultuurcentrum enz. komen hier in de unilocatie samen.